# Azmaveth
Azmaveth är ett unblack metal-band från Puerto Rico, bildat år 1999.

## Historia
Bandet var tänkt att startas år 1998, med namnet "Exousia", men efter två månader i ministeriet hittade de ett band med just det namnet. De bad för ett nytt namn, och efter att ha studerat Bibeln upptäckte de "Azmaveth" som en av kung Davids tappra män kallades, där Azmaveth betyder "stark som döden" (Strong as Death), och för bandet är den attityd en kristen måste sätta framför världens nöjen – att besegra de onda.

## Medlemmar
Nuvarande medlemmar
- Ancient Prophet – sång
- Abiel Kurios – keyboard
- Moon Dhy – basgitarr
- Danny (Dany Arnion) – gitarr
- Tony Shabach – trummor

Tidigare medlemmar
- Anthony Soterios – trummor
- Raulo D'Tarso – gitarr
- Luis Prautes – gitarr

## Diskografi
Demo
- 2004 – Azmaveth

Studioalbum
- 2004 – Azmaveth
- 2006 – Strong as Death